# نيو اولم (تكساس)
نيو اولم (بالإنجليزية: New Ulm, Texas)‏ هي unincorporated community of the United States of America تقع في الولايات المتحدة في مقاطعة أوستن (تكساس).

## معرض صور

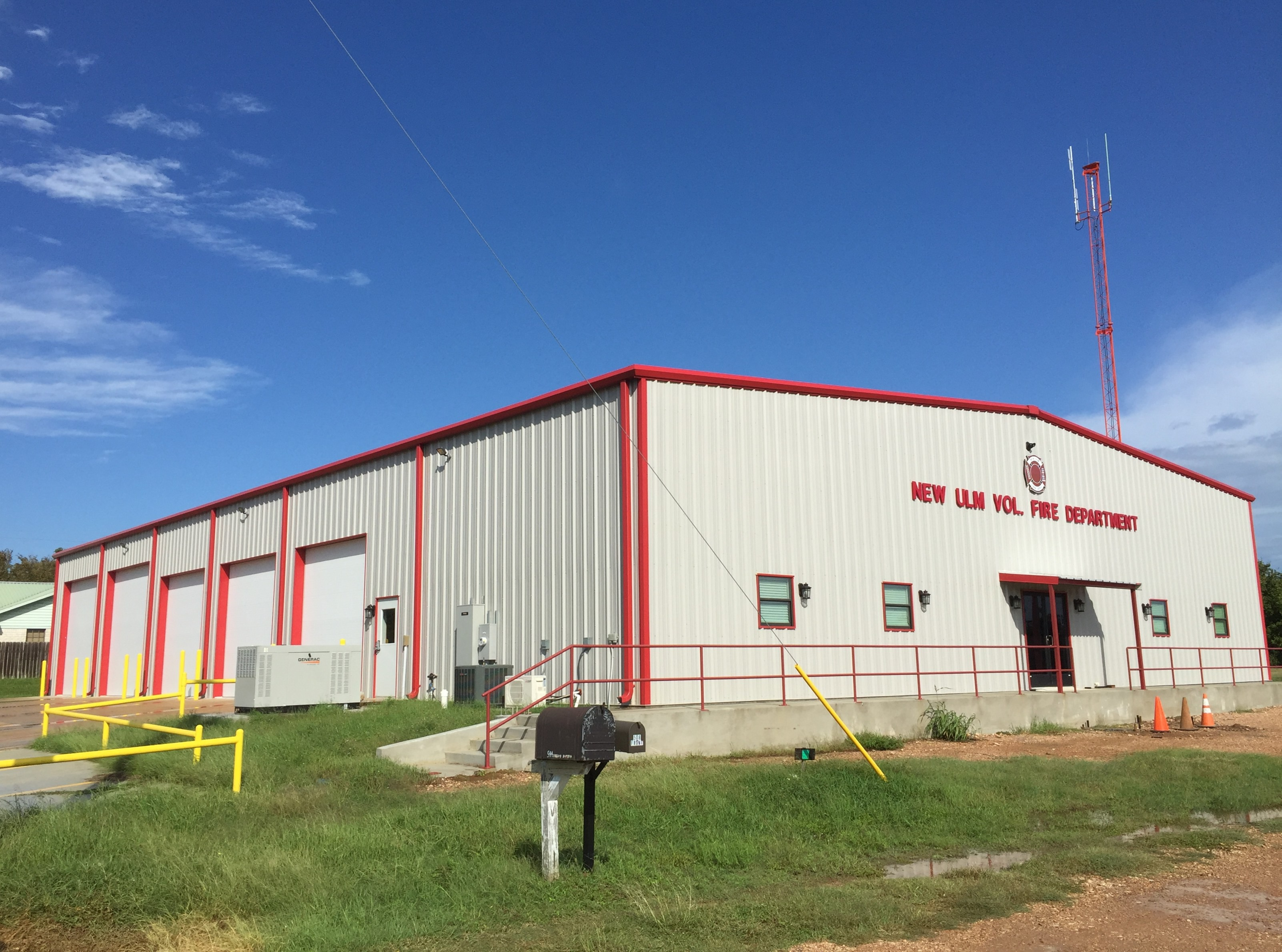
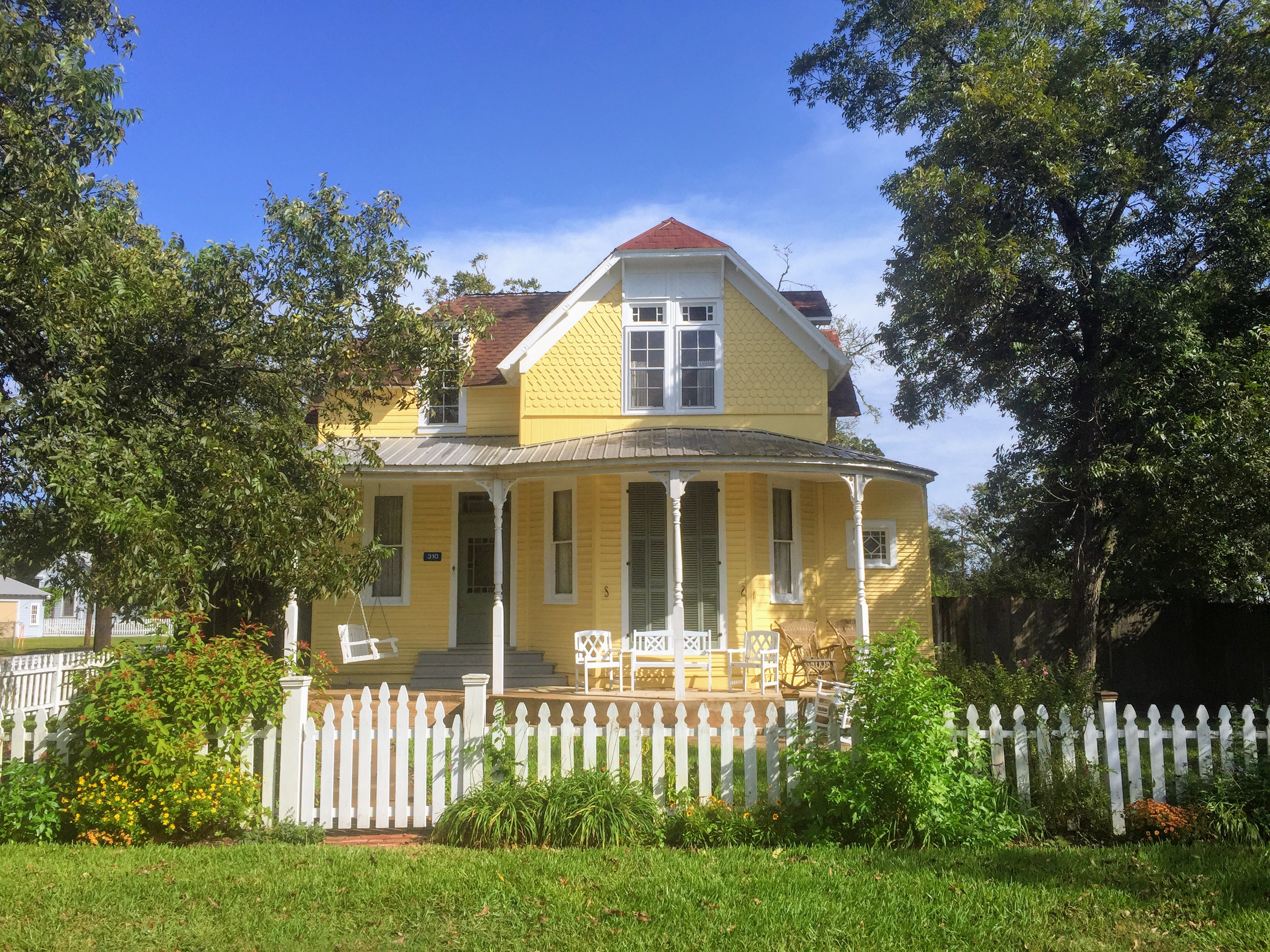
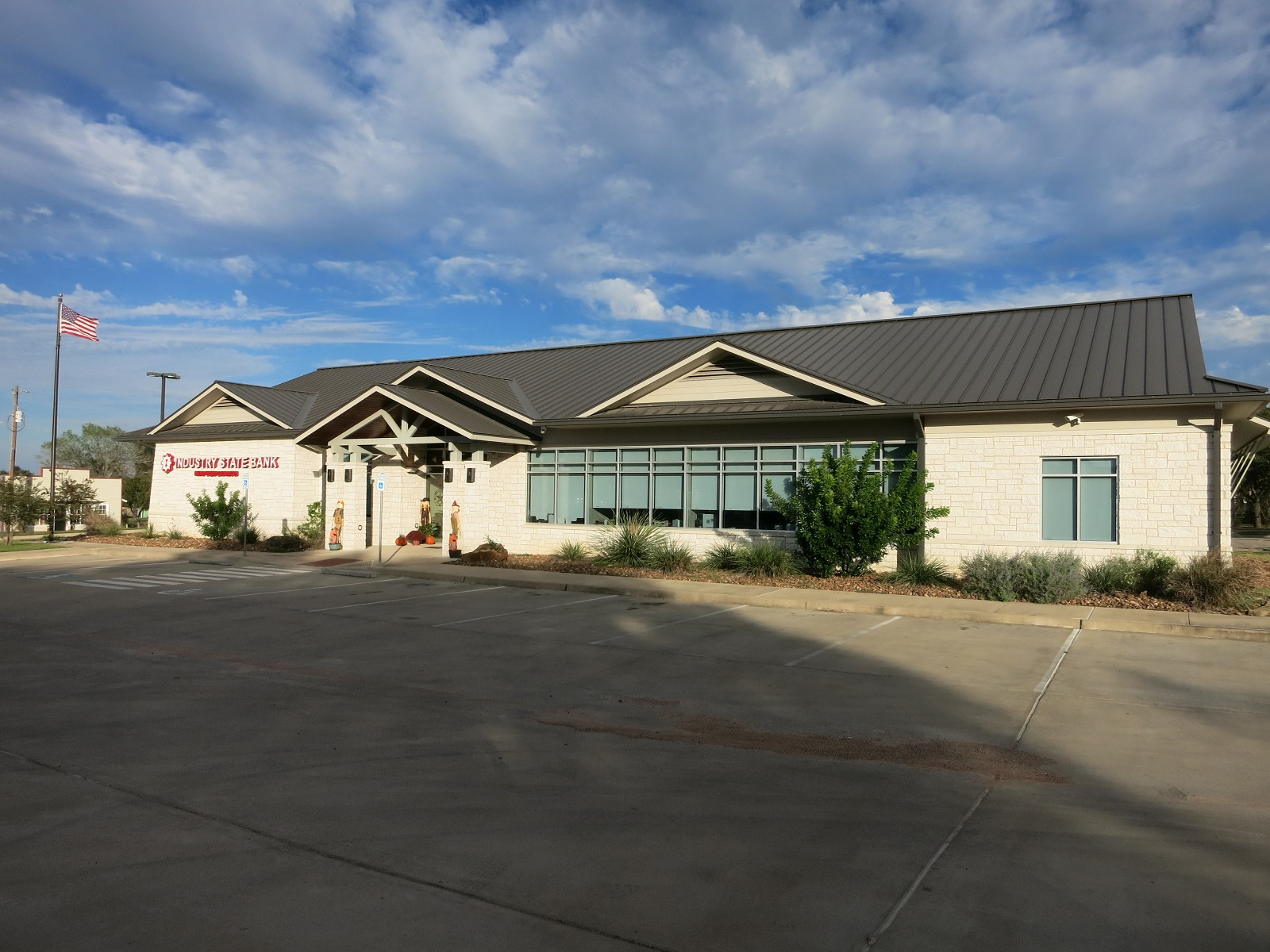